# Comuna Poienarii de Muscel, Argeș
Poienarii de Muscel este o comună în județul Argeș, Muntenia, România, formată din satele Groșani, Jugur, Poienari (reședința), Șerbănești și Valea Îndărăt.

## Așezare
Comuna se află în estul județului, pe culmile de pe malul stâng al Râului Târgului, în zona izvoarelor râului Drăghici. Este străbătută de șoseaua județeană DJ738, care o leagă spre sud-vest de Mihăești (unde se termină în DN73) și spre nord-vest de Schitu Golești (unde se termină în același drum național).

## Demografie
Componența etnică a comunei Poienarii de Muscel
     Români (87,3%)
     Romi (7,34%)
     Alte etnii (0,07%)
     Necunoscută (5,29%)
Componența confesională a comunei Poienarii de Muscel
     Ortodocși (92,59%)
     Penticostali (1,33%)
     Alte religii (0,27%)
     Necunoscută (5,81%)
Conform recensământului efectuat în 2021, populația comunei Poienarii de Muscel se ridică la 2.928 de locuitori, în scădere față de recensământul anterior din 2011, când fuseseră înregistrați 3.299 de locuitori. Majoritatea locuitorilor sunt români (87,3%), cu o minoritate de romi (7,34%), iar pentru 5,29% nu se cunoaște apartenența etnică. Din punct de vedere confesional, majoritatea locuitorilor sunt ortodocși (92,59%), cu o minoritate de penticostali (1,33%), iar pentru 5,81% nu se cunoaște apartenența confesională.

## Politică și administrație
Comuna Poienarii de Muscel este administrată de un primar și un consiliu local compus din 13 consilieri. Primarul, Ion Banzea[*], de la Partidul Național Liberal, este în funcție din 2008. Începând cu alegerile locale din 2024, consiliul local are următoarea componență pe partide politice:
|  | Partid                          | Consilieri | Componența Consiliului | Componența Consiliului | Componența Consiliului | Componența Consiliului | Componența Consiliului |
|  | ------------------------------- | ---------- | ---------------------- | ---------------------- | ---------------------- | ---------------------- | ---------------------- |
|  | Partidul Național Liberal       | 5          |                        |                        |                        |                        |                        |
|  | Partidul Social Democrat        | 5          |                        |                        |                        |                        |                        |
|  | Alianța pentru Unirea Românilor | 3          |                        |                        |                        |                        |                        |

## Istorie
La sfârșitul secolului al XIX-lea, comuna purta denumirea de Poienari, făcea parte din plasa Argeșelul a județului Muscel și era formată din satele Brebenești, Groșani, Poienari, Șerbănești și Valea din Dărăt, având în total 952 de locuitori. Existau în comună două biserici și o școală cu 45 e elevi. La acea dată, pe teritoriul actual al comunei mai funcționa în aceeași plasă și comuna Jugur, cu 885 de locuitori în satele Jugur, Valea din Dărăt și Valea Itului. Anuarul Socec din 1925, consemnează cele două comune unite sub denumirea de Jugur, având 2957 de locuitori în satele Groșani, Jugur și Poienari. În 1931, cele două comune sunt consemnate ca fiind din nou separate, comuna Poienari cu satele Brebenești, Groșani, Poenari și Valea din Dărăt Mică, și comuna Jugur cu satele Jugur și Valea din Dărăt Mare.
În 1950, comuna a trecut în administrarea raionului Muscel din regiunea Argeș, iar în 1968 a trecut la județul Argeș. Pentru a o diferenția de altă comună din acest județ, comuna și satul ei de reședință au luat atunci numele de Poienarii de Muscel.

## Monumente istorice
În comuna Poienarii de Argeș se află monumentul istoric de arhitectură de interes național Biserica de lemn „Sf. Voievozi” - Gabrieni datând din 1849.
În rest, alte două obiective din comună sunt incluse în lista monumentelor istorice din județul Argeș ca monumente de interes local, ambele clasificate ca monumente istorice de arhitectură: biserica „Sf. Dumitru” (1801), și biserica cu hramurile „Sf. Nicolae” și „Înălțarea Domnului” (1874).